# Vanil Noir
Vanil Noir är en bergstopp i Schweiz. Den ligger i distriktet Riviera-Pays-d'Enhaut på gränsen mellan kantonerna Fribourg och Vaud, i den sydvästra delen av landet, 50 km söder om huvudstaden Bern. Toppen på Vanil Noir är 2 389 meter över havet och är högsta toppen i kanton Fribourg.